# Alessandro Rosina
Alessandro Rosina est un ancien footballeur italien né le 31 janvier 1984 à Belvedere Marittimo, dans la région de Calabre. Il évoluait au poste de milieu de terrain.

## Biographie
Il a joué pour le FC Parme, l'Hellas Vérone et le Torino.
Il possède une sélection en équipe d'Italie. Il a fait ses débuts en sélection nationale le 17 octobre 2007 lors d'un match amical face à l'Afrique du Sud.
Alessandro Rosina a joué à 32 reprises avec les espoirs, ce qui fait de lui le cinquième joueur le plus capé de cette sélection en Italie.
Le 31 juillet 2009 il s'engage avec le Zénith Saint-Pétersbourg pour 4 saisons et un salaire annuel de 2 M€. Son transfert est évalué entre 7,3 et 8 M€ comprenant une clause libératoire de 15 M€ réduite à 13 M€ la seconde année puis à 7 M€ les saisons suivantes.
Le 30 janvier 2011 il est prêté par le Zénith Saint-Pétersbourg au club italien de Cesena.
Fin août 2012, il signe en faveur de l'AC Sienne.